# Jason Silva (presentador)
Jason Luis Silva Mishkin (Caracas, Venezuela, 6 de febrero de 1982) es un presentador de televisión, cineasta, filósofo y orador venezolano-estadounidense. Su objetivo es utilizar la tecnología para entusiasmar a las personas sobre filosofía y ciencia. Da conferencias a nivel internacional sobre temas como la creatividad, la espiritualidad, la tecnología y la humanidad, escribe y produce cortometrajes y es copresentador de Juegos mentales en National Geographic.

## Vida personal
Silva nació en Caracas, Venezuela, pero vive actualmente en la ciudad de Nueva York. Su madre, Linda Mishkin, una artista, es judía asquenazí. Su padre, Luis Manuel Silva, se convirtió al judaísmo, pero, según Silva, eran laicos y vivían en una casa "más parecida a una película de Woody Allen" con mucho humor y amor por el arte y el teatro. Es hermano de Jordan Silva y Paulina Silva.
Inspirado por la casa Hashish de Charles Baudelaire, la obsesión de Silva por la realización de películas y la documentación comenzó cuando era un adolescente cuando recibía "salones" en su casa para discutir ideas. El video, en lugar de la pluma, se convirtió en su forma preferida de recordar lo que él llama "momentos de éxtasis". Para Silva, no es suficiente "sentir" la experiencia. Estos momentos deben ser narrados en tiempo real.
Silva se graduó en cine y filosofía en la Universidad de Miami, en Coral Gables, Florida. Él, junto con Max Lugavere, produjo y protagonizó un video documental titulado "Texturas de la individualidad". El corto, experimenta sobre hedonismo y espiritualidad basado en la vida de Silva y Lugavere en Miami, atrajo la atención de los productores actuales que buscaban "narradores apasionados".

## Carrera
Silva es un adicto a la maravilla y se describe a sí mismo como un filósofo de la performance, un término que escuchó por primera vez en un sitio web llamado Space Collective por Rene Daalder. Utiliza la televisión, los medios en línea y las salas de conferencias para compartir sus perspectivas. Por ejemplo, en el video The Mirroring Mind, Silva "explora la conciencia humana y la creación de esa conciencia a través de la auto-referencia".

### Shots of Awe
Jason Silva es el creador de la popular serie web «Shots of Awe», micro-documentales que exploran la creatividad, la innovación, la tecnología, el futurismo, la metafísica, el existencialismo y la condición humana. Se ha popularizado en Internet y cuentan ya con más de 13 millones de reproducciones. Celebridades como Ron Howard, Richard Branson, Leonardo DiCaprio, la cofundadora de Tribeca Films, Jane Rosenthal, el actor Mark Ruffalo, la NASA y muchos otros han re-twiteado los videos de Jason.
Tras finalizar sus estudios de cine y filosofía en la Universidad de Miami, Jason Silva trabajó durante cuatro años en el canal del exvicepresidente de Estados Unidos, Al Gore. Fascinado por la tecnología, el periodismo ciudadano y el contenido generado por los usuarios, Jason Silva se dedicó a sacar una serie de films con ideas filosóficas mostradas de una forma diferente y estos se convirtieron en lo que hoy es “Shots of Awe”.

### Hablar en público
Como orador activo y prolífico, Silva ha hablado en Google, el Economist Ideas Festival, la DLD Digital Life Design Conference en Múnich, TEDGlobal, la Singularity Summit, la PSFK Conference y el Festival of Dangerous Ideas.
En TEDGlobal en junio de 2012, Jason estrenó un video corto titulado "Radical Openness". En septiembre de 2012, Silva presentó sus videos Radical Openness en el discurso de apertura en Microsoft TechEd Australia. Radical Openness también se presentó en su presentación en la conferencia La Ciudad de las Ideas el 10 de noviembre de 2012.
En septiembre de 2012, presentó "We Are the Gods Now" en el Festival de Ideas Peligrosas.

## Televisión

### Current TV
Entre 2005 y 2011, fue presentador y productor de la red de cable Current TV de Al Gore.

### Juegos Mentales
En 2013, él y Apollo Robbins se convirtieron en los anfitriones de Juegos Mentales en National Geographic. El programa explora el cerebro a través de juegos interactivos que analizan la percepción, la toma de decisiones y los patrones, así como la facilidad con que se puede engañar al cerebro. Expertos en psicología, ciencia cognitiva y neurociencia aparecen en el programa, como señala Silva, "para asegurarnos de que estamos haciendo la ciencia correctamente". El programa, que se estrenó en 2011, recibió 1,5 millones de espectadores para los episodios uno y dos y estableció un récord de National Geographic como el lanzamiento de la serie con la calificación más alta en la historia de ese canal.